# گالتزینیانو ترمه
گالتزینیانو ترمه (به ایتالیایی: Galzignano Terme) یک چشمه آب گرم و کومونه در ایتالیا است که در استان پادووا واقع شده‌است. گالتزینیانو ترمه ۱۸٫۱ کیلومتر مربع مساحت و ۴٬۴۱۱ نفر جمعیت دارد و ۲۲ متر بالاتر از سطح دریا واقع شده‌است.